# La rivincita di un treno in rovina
La rivincita di un treno in rovina (Porky's Railroad) è un cortometraggio della Warner Bros. del 1937 nella serie Looney Tunes, diretto da Frank Tashlin con protagonista Porky Pig.

## Trama
Porky è macchinista del Toots 131⁄2, un vecchio e piccolo treno a vapore apparentemente lento e inefficiente, ma che con opportuni accorgimenti (l'aggiunta di pepe nella caldaia) riesce a raggiungere prestazioni incredibili.
Fermatosi in una stazione, riceve un telegramma che gli annuncia la sostituzione del suo treno con il modernissimo e poderoso The Silver Fish; il macchinista di quest'ultimo però sbeffeggia Porky, che per tutta risposta lo sfida a una gara di velocità.
Il confronto sembra premiare il treno moderno, quando d'un tratto il Toots 131⁄2 viene attaccato da un toro che poco prima Porky aveva imprudentemente aggredito per farlo spostare dai binari. L'impeto della bestia è tale da far decollare la locomotiva, che supera in volo The Silver Fish e atterra per prima sul traguardo.
Porky diventa così il nuovo macchinista del The Silver Fish, al cui traino c'è un rimorchio con il suo Toots 131⁄2, danneggiato e recante un cartello con la scritta Pronto per la ricostruzione dopo il suo ritorno a casa.